# Navua Valles
Le Navua Valles sono una struttura geologica della superficie di Marte.